# Museu da Ciência e Indústria (Manchester)
O Museum of Science and Industry (Em português Museu da Ciência e Indústria, conhecido pelas siglas MSI ou MOSI), localizado em Manchester, Inglaterra, é um grande museu devotado ao desenvolvimento da ciência, tecnologia e indústria, com ênfase nas realizações da cidade nestes domínios. Faz parte do Science Museum Group, um organismo do Departamento para Cultura, Mídia e Esportes do Reino Unido, tendo se fundido com o Science Museum, de Londres, em 2012.
Há grandes exposições sobre temas como transportes (carros, aeronáutica, transportes ferroviários, força hidráulica, eletricidade, máquinas a vapor e Motores a gás), esgoto sanitário e saneamento, indústria têxtil, comunicações e computação.
O museu é ancora da European Route of Industrial Heritage, uma rede dos mais importantes sítios do patrimônio industrial na Europa. Está situado no mesmo local da primeira estação ferroviária do mundo, a Manchester Liverpool Road, inaugurada como parte da Liverpool and Manchester Railway em setembro de 1830. O museu também oferece passeios de trem a vapor nos fins de semana e feriados.

## História
O Museu foi originalmente chamado North Western Museum of Science and Industry (Museu da Ciência e Indústria do Noroeste) quando, em 1969, abriu as portas de suas instalações provisórias em Grosvenor Street, Chorlton-on-Medlock. Mantinha laços estreitos com a University of Manchester Institute of Science and Technology (UMIST), tendo crescido em sua maior parte fora do Departamento de Ciência e Tecnologia.
Em 1978, O Concelho da Greater Manchester adquiriu da British Rail a parte mais antiga da extinta Liverpool Road Station, que tinha sido encerrada em 1975. O município pagou o montante nominal de £1 pelo local. O museu foi aberto ali em 15 de Setembro de 1983, posteriormente expandido-se para incluir a totalidade da antiga estação.
Em 2014 foi anunciada Sally MacDonald, então diretora de coleções do University College, como nova diretora do MOSI, sucedendo a Jean Franczyk.

## Exposições
Entre as exposições do Museum of Science and Industry temos:
Aeronáutica:
- Um modelo completo de caça Avro Shackleton da RAF e outros modelos Avro, construídos localmente em Chadderton e Woodford;
- Um caça Supermarine Spitfire;
- Um Hawker Hunter, avião a jato britânico desenvolvido no final dos anos 1940 e início dos anos 1950;
- Um avião kamikaze japonês Yokosuka MXY-7 Ohka intacto

Computação:
- Uma réplica da Manchester Small-Scale Experimental Machine (SSEM), também apelidado Baby, o primeiro computador do mundo com armazenamento de programas

Locomotivas:
- Novelty – Uma réplica, incorporando partes da locomotiva original de 1829.
- British Rail Class 77 No. 27001 'Ariadne' – Uma locomotiva elétrica de 1.5 kV DC construída pela Metropolitan-Vickers em 1953.
- South African Railways GL class Garratt No. 2352 – Construída em 1929 pela Beyer, Peacock and Company, em Manchester.
- Pakistan Railways 4–4–0 – Uma ampla locomotiva também construída pela Beyer, Peacock and Company.

Galerias temáticas:
- A galeria Connected Earth (o nome deriva da rede britânica de organizações que preservam a história das telecomunicações do país), conta a história das comunicações em Manchester e no Noroeste da Inglaterra, tendo sido inaugurada em Outubro de 2007.[5] are:
- The Electricity Gallery e Gas Gallery, com foco no desenvolvimento, produção e uso de eletricidade e gás.
- Underground Manchester, sobre saneamento e abastecimento de água.

## A Ferrovia
Em datas selecionadas, os visitantes podem andar em trens de passageiros utilizados para demonstração dentro do recinto do museu. Os comboios são transportados por duas locomotivas a vapor operacionais do museu:
- Planet – Uma réplica da locomotiva Planet, da Robert Stephenson and Company's, construída por um grupo de amigos do Museu em 1992. A original foi construída em 1830 e funcionou na Liverpool and Manchester Railway.
- 'Agecroft No. 1' – Locomotiva 0-4-0 construída pela Robert Stephenson and Hawthorns em 1948 para uso pela Agecroft Power Station. Foi restaurada em 2011.

A linha ferroviária do museu foi anteriormente ligada à rede ferroviária nacional pela Ordsall Lane. No entanto, a construção da ligação Ordsall Chord, que teve início em janeiro de 2016, cortou esta conexão e reduziu o comprimento da linha do museu, apesar de uma batalha legal tentar salvá-la.

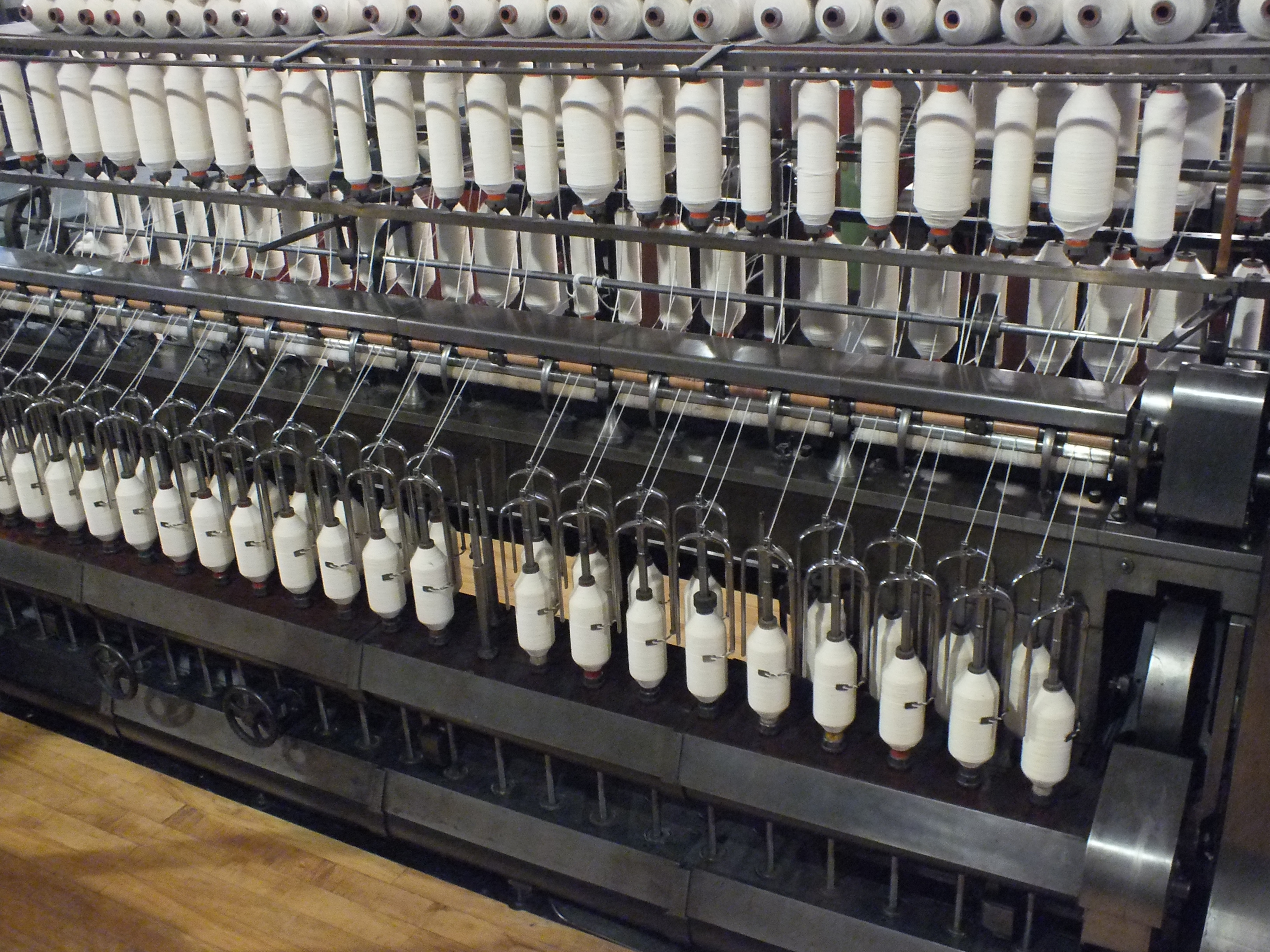
Máquina de fiação

## Máquinas industriais

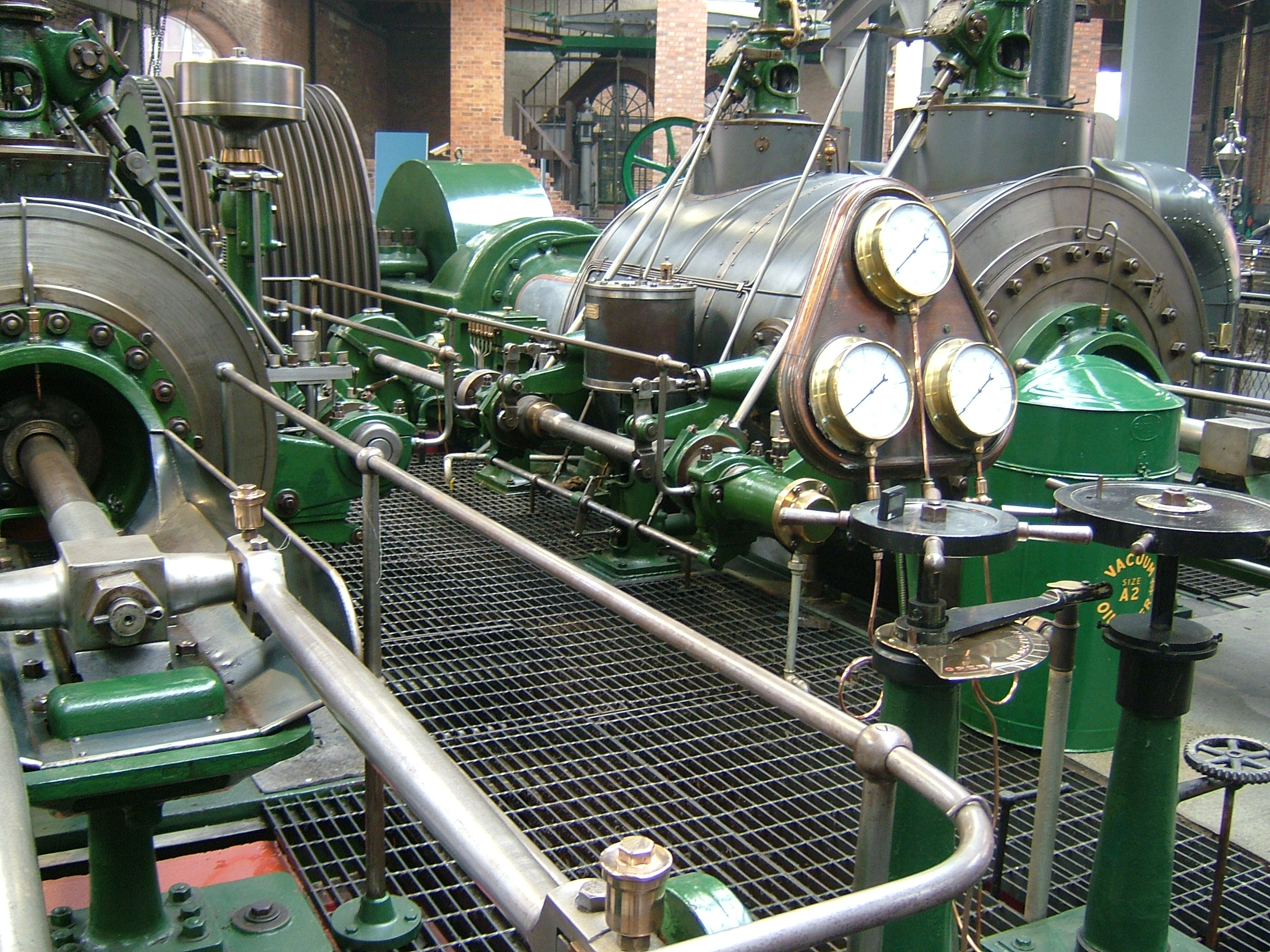
A última máquina a vapor já construída para alimentar um moinho

O museu exibe a grande coleção de motores estacionários a vapor, motores de ar quente, motores a diesel, bombas hidráulicas, grandes geradores elétricos e outras máquinas semelhantes. A maioria destas máquinas são operacionais e, ocasionalmente, podem ser vistas em funcionamento. Esta exposição inclui a última máquina a vapor estacionária recém-construída para alimentar um moinho.
Há também a exposição de máquinas de fiação e tecelagem, que cobrem todas as etapas a partir da lã até o tecido. Estas máquinas também são funcionais e operam por alguns minutos em horários programados.